# Fritz Wagner (Agronom)

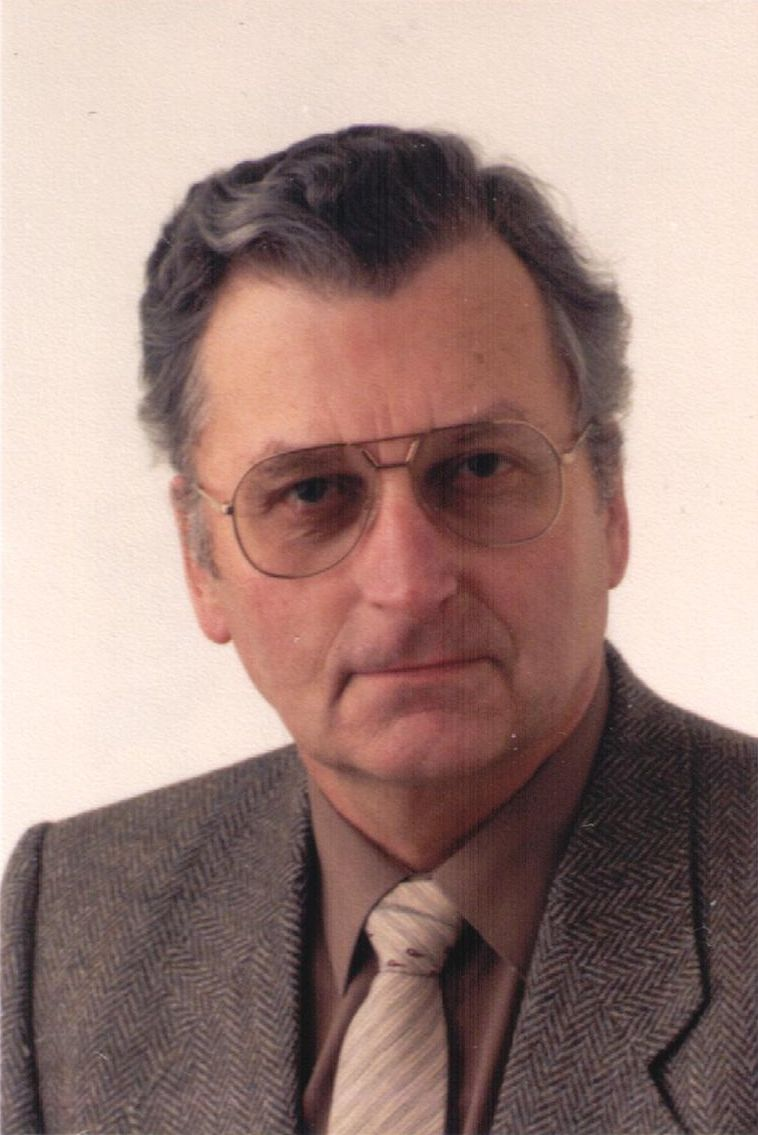
Fritz Wagner (1987)

Fritz Wagner (* 6. Juni 1928 in Pflummern, Landkreis Biberach; † 21. Januar 2016) war ein deutscher Diplom-Agraringenieur. Von 1955 bis 1991 wirkte er am Institut für Feldfutterbau der Hessischen Lehr- und Forschungsanstalt für Grünlandwirtschaft und Futterbau Eichhof-Bad Hersfeld. Er ist Autor, Herausgeber und Verleger von Fachbüchern zur Technik von Feldversuchen, zur Bestimmung landwirtschaftlicher Samen und zur Wissenschaftsgeschichte des Landbaus.

## Leben
Fritz Wagner, Sohn eines Landwirts, absolvierte nach der Rückkehr aus amerikanischer Kriegsgefangenschaft von 1945 bis 1948 eine landwirtschaftliche Lehre im elterlichen Betrieb und eine Volontärzeit auf einer Staatsdomäne. Während dieser Zeit besuchte er in den Wintermonaten die Landwirtschaftsschule in Riedlingen. Von 1949 bis 1950 studierte er an der Höheren Landbauschule in Witzenhausen/Werra und erwarb den Titel Staatlich geprüfter Landwirt. Es folgte eine Ausbildung zum Saatzuchtassistenten an der Bayerischen Landessaatzuchtanstalt in Weihenstephan. Seit 1952 war er als Sachbearbeiter beim Saatbauamt in Donaueschingen tätig und zuständig für Beratung, Betreuung und Anerkennung der Futterpflanzenvermehrung im gesamten Bereich Südbaden. Von 1955 bis 1991 wirkte Wagner als technischer und wissenschaftlicher Mitarbeiter am Institut für Feldfutterbau der Hessischen Lehr- und Forschungsanstalt für Grünlandwirtschaft und Futterbau in Eichhof (Bad Hersfeld). 1982 wurde er von der Universität Kassel zum Diplom-Agraringenieur diplomiert.
Auf dem Eichhof war Wagner über dreißig Jahre lang Technischer Leiter des Versuchsfeldes und speziell zuständig für die Betreuung der vom Institut für Futterbau durchgeführten Feldversuche. Zugleich oblag ihm die verantwortliche Betreuung der jährlich im Auftrag des Bundessortenamtes durchgeführten Wertprüfungen von Futterpflanzen. Über die von ihm erprobten technischen Verbesserungen bei Aussaat- und Ernteverfahren, bei Probenahme- und Verarbeitungsverfahren und auch an den für die Feldversuche benutzten Geräten und Maschinen hat er zahlreiche Beiträge veröffentlicht, vornehmlich in den „Mitteilungen der Deutschen Landwirtschafts-Gesellschaft“, in der Zeitschrift „Der Hessenbauer“, in „Agarübersicht“, in „Ausbildung und Beratung“ und in der Fachzeitschrift „Saatgutwirtschaft/SAFA“. Außerdem war Wagner zuständig für den Aufbau und die Verwaltung der zentralen Bibliothek auf dem Eichhof. Als Lehrer für die Fächer Fotografie, Versuchstechnik und Saatgutwesen unterrichtete er junge Schülerinnen, die an dieser Lehr- und Forschungsanstalt zu landwirtschaftlich-technischen Assistentinnen ausgebildet wurden.

## Autor, Herausgeber, Verleger
Einen Namen im Landbau machte sich Fritz Wagner als Autor bzw. Herausgeber von Lehr- und Handbüchern. 1959 erschien im Berliner Paul Parey Verlag sein Buch Die technische Durchführung von Feldversuchen. Basierend auf eigene jahrzehntelange Erfahrungen im Feldversuchswesen hat er später diese erste Auflage neu konzipiert und gemeinsam mit Fachkollegen 1989 als Loseblattsammlung eine zweite und 2007 eine dritte, stark erweiterte zweibändige Auflage herausgegeben. Einen hohen Informationswert besitzen dabei die in den Text integrierten Erfahrungsberichte von Versuchstechnikern aus anderen Lehr- und Forschungseinrichtungen über Planung, Durchführung und Auswertung von Feldversuchen. Nicht zuletzt durch anschauliche Übersichtstabellen und durch die umfangreichen Literaturangaben zu allen Spezialbereichen der pflanzenbaulichen Versuchstechnik gehört diese jüngste Auflage zu den besten deutschsprachigen Lehr- und Handbüchern über die Praxis des Feldversuchswesens.
Unter dem Titel Landwirtschaftliche Samen und Saaten publizierte Wagner 1979 sein zweites Lehr- und Handbuch, ein Wegweiser zum Erkennen und Bestimmen von Saatgut landwirtschaftlicher Kulturpflanzen. Rolf Hübner, von 1952 bis 1973 Leiter des Instituts für Futterbau auf dem Eichhof und selbst Autor eines Werkes zur landwirtschaftlichen Samenkunde, hatte Wagner ermuntert, ein solches Buch zu erarbeiten. Wagners Buch erfreute sich bei den Studierenden an den landwirtschaftlichen Fakultäten, an den Landbauschulen, aber auch in der landwirtschaftlichen Praxis großer Beliebtheit. In dem von ihm gemeinsam mit Fachkollegen 1999 und 2006 in einem Ringordner herausgegebenen Neuauflagen erleichtern beigefügte, in durchsichtigen Plastikhüllen verpackte Samen die Bestimmung des landwirtschaftlichen Saatgutes.
Außerordentliche Verdienste erwarb sich Wagner auf dem Gebiet der Wissenschaftsgeschichte des Landbaus. Er ist Autor einer 2008 erschienenen, fast 200 Druckseiten umfassenden Dokumentation über die fast fünfzigjährige Geschichte der Hessischen Lehr- und Forschungsanstalt für Grünlandwirtschaft und Futterbau Eichhof-Bad Hersfeld. Sein Buch enthält eine detaillierte Beschreibung aller Institute und sonstiger Einrichtungen, Angaben über die Lehraufgaben und Forschungsprojekte, Verzeichnisse über die Mitarbeiter und deren Publikationen. Auch die im Zuge einer Verwaltungsstrukturreform 2001 erfolgte Auflösung dieser Lehr- und Forschungsanstalt und die Integration von Teilbereichen in ein Hessisches Dienstleistungszentrum für Landwirtschaft, Gartenbau und Naturschutz hat Wagner dargestellt, ebenso die Folgen einer weiteren Strukturreform, die ab 2005 zu einer Aufteilung der Eichhof-Fachbereiche auf die neugebildeten Landesbetriebe Landwirtschaft Hessen, Hessisches Landeslabor und Hessen Forst geführt hat.

## Hauptwerke
- Die technische Durchführung von Feldversuchen. Verlag Paul Parey, Berlin/Hamburg 1959; 2. Aufl. unter dem Titel Der Feldversuch – Durchführung und Technik. Herausgegeben von Fritz Wagner und Georg Prediger unter Mitwirkung kompetenter Fachkollegen. Verlag Fritz Wagner, Bad Hersfeld 1989, dazu sechs Ergänzungslieferungen 1990–1996; 3. Aufl. Der Feldversuch – Durchführung und Technik. Herausgegeben von Fritz Wagner, Georg Prediger, Bernd Tiggemann und Ingo Schmidt unter Mitwirkung kompetenter Fachkollegen (33 Autoren), 2 Bände. Verlag Fritz Wagner, Bad Hersfeld 2007.
- Landwirtschaftliche Samen und Saaten. Anerkennung – Untersuchung – Unterscheidung. ACG-Verlag, Sindelfingen 1979; 2. Aufl. mit Georg Prediger und Ewald Wojtke, Ringbuch mit über 70 Original-Samenmuster. Verlag Fritz Wagner, Bad Hersfeld 1999; 3. Aufl. mit Georg Prediger und Ewald Wojtke, Ringbuch mit über 70 Originalsaatmuster. Verlag Fritz Wagner, Bad Hersfeld 2006.
- Lehre und Forschung an der Hess. Lehr- und Forschungsanstalt Eichhof-Bad Hersfeld 1954–2000, gegründet am 3. Mai 1947 in Wehrda Krs. Hünfeld. Eine Dokumentation. Verlag Fritz Wagner, Bad Hersfeld 2008.
- Der Versuchstechniker im landwirtschaftlichen Versuchswesen. Bereich Pflanzenbau. Ausbildung – Tätigkeitsfelder – Fortbildung. Eine Dokumentation. Selbstverlag Fritz Wagner, Bad Hersfeld 2011.